# İlqar Müşkiyev
İlqar Müşkiyev (ur. 5 października 1990) – azerski judoka, brązowy medalista mistrzostw świata.
Największym sukcesem zawodnika jest brązowy medal mistrzostw świata w Paryżu w kategorii do 60 kg.